# Rimae Sulpicius Gallus
Le Rimae Sulpicius Gallus sono una struttura geologica della superficie della Luna.